# Айше Нана
Айше Нур Нана, більш відома як Айше Нана (турец. Ayşe Nana, справжнє ім'я Кіаш Нана, Kiash Nanah; 10 лютого 1936. Бейрут, Ліван — 29 січня 2014, Рим, Італія) — турецька та італійська акторка і танцюристка.

## Біографія
Народилася в багатій вірменській родині в Бейруті. Артистичну кар'єру почала в 14 років, танцюючи в балеті «Шехеразада» Н. А. Римського-Корсакова. Брала участь у конкурсах краси «Міс Босфор» та «Міс Бікіні». За словами Айше Нана, вона була першою жінкою в Туреччині, яка вийшла на публіку в бікіні. Була виконавицею танцю живота. До 22 років знялася в 20 турецьких фільмах. У 1956 році вона переїхала в Париж і брала участь в шоу французького актора і композитора Жильбера Беко. Ці виступи принесли їй популярність.

### Скандал
В кінці 1958 року Айша Нана приїхала в Рим в надії знятися в кінорежисера Вітторіо де Сікі. 5 листопада 1958 року вона брала участь у закритій вечірці в ресторані «Ругантіно», розташованому у затишному районі Риму Трастевере. На цій вечірці були присутні молоді актори, представники «золотої молоді» і папараці. У ході вечора Айше Нана виконала імпровізований стриптиз. Присутній в «Ругантіно» фотограф Таціо Секкіаролі сфотографував її, і три дні потому його фотографії опублікувала газета l'espresso. Громадська думка тогочасної Італії була дуже консервативна, і фото викликали скандал. В результаті Айше Нана висунули кілька судових позовів за «неповагу до моралі» і засудили до трьох місяців тюремного ув'язнення.
Ця сцена надихнула Федеріко Фелліні на те, щоб відтворити її у своєму фільмі «Солодке життя», випущеному два роки потому.
Інцидент у ресторані приніс Айше Нана скандальну популярність, як послужила їй погану службу. Вона не змогла увійти в світ італійського кіно і ніколи не отримала ролей, про які мріяла. Вона грала в спагеті-вестернах або в еротико-бурлескних комедіях. Крім того, виступала з танцювальними програмами в мюзик-холах. Айше Нана також грала в театрі, але серйозного успіху не досягла.
Була одружена з продюсером Серджіо Пасторе. Айше Нана померла 29 січня 2014 року в лікарні Аврелія в Римі.

## Фільмографія

### Туреччина
- Barbaros Hayrettin Paşa, Baha Gelenbevi (1951)
- Cem Sultan, Münir Hayri Egeli (1951)
- Istanbul Çiçekleri, Muammer Çubukçu (1951)
- Aşk Besteleri, Nuri Akıncı (1952)
- Efelerin Efesi, Şakir Sırmalı (1952)
- Edi Ile Büdü, Şadan Kamil (1952)
- Söz Müdafaanındır, Münir Hayri Egeli (1952)
- Ingiliz Kemal Lawrence'e Karşı, Lütfi Ömer Akad (1952)
- Çılgın Bakire, Seyfi Havaeri (1955), Айше Нана виступала також продюсером

### Європа і США
- La castellana del Libano (La châtelaine du Liban), Richard Pottier (1956)
- A Touch of the Sun, Gordon Parry (1956)
- Lo sceriffo che non spara, Renato Polselli (1965)
- A… come assassino, Angelo Dorigo (1966)
- Giurò… e li uccise ad uno ad uno… Piluk il timido, Guido Celano (1968)
- Due occhi per uccidere, Renato Borraccetti (1968)
- Thompson 1880, Guido Zurli (1968)
- Crisantemi per un branco di carogne, Sergio Pastore (1968)
- Edipeon, Lorenzo Artale (1970)
- Нові чудовиська В епізоді First Aid — Pronto soccorso, Маріо Монічеллі (1977)
- Porco mondo, Sergio Bergonzelli (1978)
- Immagini convento di un, Joe D Amato (1979)
- Історія П'єри, Марко Феррері (1983)
- Цар Давид, Брюс Бересфорд (1985)
- Strepitosamente… flop, Pierfrancesco Campanella (1991)